# Sopubia eminii
Sopubia eminii är en snyltrotsväxtart som beskrevs av Adolf Engler. Sopubia eminii ingår i släktet Sopubia och familjen snyltrotsväxter. Inga underarter finns listade i Catalogue of Life.